# Vráž, Beroun
Vráž là một làng thuộc huyện Beroun, vùng Středočeský, Cộng hòa Séc.